# Wisper
Wisper er en flod i  den tyske delstat Hessen. Den er en af Rhinens bifloder fra højre med en længde på 30 km. Den har sit udspring i den vestlige del af Taunusbjergene, i Rheingau-Taunus-Kreis nær en lille landsby ved navn Wisper. Den løber mod sydvest gennem den skovklædte dal med ruiner af slotte fra middelalderen. Det omliggende område er et populært friluftsområde. En kunstig sø, Wispersee, er fyldt med ørreder og er et populært fiskested. Wisper munder ud i Rhinen ved Lorch. 

## Bifloder
- Ernstbach
- Tiefenbach
- Werkerbach

## Byer
- Lorch
- Geroldstein
- Ramschied

50°10′15″N 8°00′12″Ø / 50.17083°N 8.00336°Ø